# Euxoa angulirena
Euxoa angulirena là một loài bướm đêm trong họ Noctuidae.